# Бодани
Бодани (рос. Боданы; рум. Bodeni) — село в Кам'янському районі в Молдові (Придністров'ї). Входить до складу Ротарської сільської ради.
Згідно з переписом населення 2004 року у селі проживав 1 українець.

## Демографія
Село, практично вимерло. Так, у 1979 році населення складало 40 осіб, а вже на 2004 залишилося лише 9.